# لحام بالأشعة السينية
لحام بالأشعة السينية (بالإنجليزية: X-ray Welding) هي طريقة للحام لا زالت في مرحلة التجريب ، وتعتمد تلك الطريقة على استخدام مصدر قوي للأشعة السينية لامداد الطاقة الحرارية اللازمة للحام المواد.

## مقدمة
تقدمت تكنولوجيا اللحام باستخدام طرق جديدة لتقديم الطاقة الحرارية اللازمة للحام موضعي . وتضم تلك الطرق الحديثة طرق اللحام بقوس غاز التنجستن ، و اللحام بقوس غاز المعادن و لحام فيض الإلكترونات ، و لحام فيض الليزر. وبينما يمكن بواسطة تلك الطرق أداء لحام سليم ، وتقدم إمكانية إجرائه دوريا وبدقة، إلا أن تلك الطرق تواجه حد عدم وصول الحرارة إلى أعماق المواد المراد لحمها مما يُنتج أغوار انصهار على سطح القطعة.

## ميزتها
بغرض التوصل إلى إجراء لحام يصل إلى عمق القطعة فيجب إما القيام بتصميم خاص لأجزاء اللحام أو بتركيز الحرارة بحيث يتوغل بخار المعدن في الفروق بين الأجزاء المراد لحامها . ولكن هذه الطرق لا تصلح في حالة المركبات السيراميكية المعدنية حيث تؤثر على مدى صلابتها النهائية.

## تطبيقها
يرجى من طريقة اللحام بواسطة الأشعة إكس تطبيقها في مجال صناعة الطائرات ، حيث يلعب ضمان صلابة اللحام دورا هاما.

## اقرأ أيضا
- مزدوج معدني
- لحام فيض الإلكترونات
- لحام فيض الليزر
- لحام احتكاكي
- دليل عملية اللحام